# Monomorium santschii
Monomorium santschii là một loài kiến bản địa của Tunisia.